# Закон грошового обігу
Зако́н грошово́го о́бігу — загальний економічний закон, який визначає, що протягом даного періоду для обігу необхідна лише певна об'єктивно обумовлена маса купівельних і платіжних засобів.
Якщо формалізувати суть цього закону, то вона може бути виражена рівнянням:
{\displaystyle M={\frac {\sum PQ-\sum K+\sum \Pi -\sum B\Pi }{V}},}
де
- M — об'єктивно необхідна маса грошей;
- ΣPQ — сума цін товарів, що реалізуються за певний період;
- ΣК — сума продажів товарів і послуг у кредит;
- ΣП — загальна сума платежів, строк оплати яких настав;
- ΣВП — сума платежів які погашаються шляхом взаємного зарахування боргів;
- V — швидкість обороту грошової одиниці за рік

При прискоренні швидкості обігу грошей в економіці їх стає потрібно менше, тобто спостерігається обернена залежність.